# Стодульські платани
Стоду́льські плата́ни — ботанічна пам'ятка природи місцевого значення в Україні. Об'єкт природно-заповідного фонду Вінницької області. 
Розташована в межах Жмеринського району Вінницької області, в селі Стодульці, на території школи. 
Площа 0,06 га. Оголошена відповідно до рішення Вінницького облвиконкому від 29.08.1984 року № 371. Перебуває у віданні Стодулецької сільської ради. 
Статус надано для збереження групи цінного та рідкісного в області виду дерев — платана західного віком близько 90 років, заввишки 20—22 м, діаметром стовбура 32—36 см.